# Џунџи Ито
Џунџи Ито (јап. 伊藤 潤二; Сакашита, 31. јул 1963) јесте мангака који је познат по својим радовима у хорор жанру. Његове кратке хорор манге као што су Томие, Узумаки: Спирала ужаса, Гјо и Никад човек стекле су глобалну популарност, а он је достигао статус култне личности у свету манги, поготову у хорор жанру. Године 2019. награђен је Ајзнеровом наградом за најбољу адаптацију.

## Живот и каријера
Џунџи Ито је рођен 31. јула 1963. године у Сакашити (садашњна Накацугава), код Гифуа.
Са хорор жанром се упознао веома млад; његове две старије сестре су читале хорор манге Казуоа Умезуа и Шиничија Когае у часописима, па је последично томе, и он почео да их чита. Одрастао је на селу, у малом граду поред Нагана. У кући у којој је живео, купатило је било на крају подземног тунела у ком су се налазили цврчци-пауци. Таква искуства су се касније одразила у његовим делима.
Ито је први пут почео да пише и црта мангу док је радио као зубни техничар средином 1980-их година. Тада му је то било само хоби.
Године 1987. је послао кратку причу часопису Monthly Halloween која је добила почасно признање на додели Награде „Казуо Умезу” (сам Умезу је био један од судија). Ова прича је доцније серијализована у мангу Томие.
Ито се удружио с Такашијем Нагасакијем и бившим дипломатом Мазару Сатоом како би створили Yūkoku no Rasputin (2010–2012), на основу Сатоовог личног искуства у Русији. Прича је изашла под покровитељством куће „Биг комикс”.
Филмски режисер Гиљермо дел Торо је на свом званичном твитер налогу написао да је Ито био сарадник за видео-игру Silent Hills, чији су творци били сам Дел Торо и дизајнер игара Хидео Коџима. Међутим, годину дана после твита, пројекат је отказао „Конами”, власник права на игрицу. Ито и Делторо ће касније дати идеје у Коџимином следећем пројекту — Death Stranding.
Године 2019, Ито је добио Ајзнерову награду за своју манга адаптацију романа Франкенштајн од Мери Шели.

### Лични живот
Ито се 2006. године удео за Ајако Ишигуро, уметницу сликовница. Имају двоје деце.

## Инспирација и теме
Поред Казуоа Умезуа, према Итовим речима, на њега су највећи утицај остварили и: Хидеши Хино, Шинчи Кога, Јасутака Цуцуи, Едогава Ранпо и Х. Ф. Лавкрафт. Светови његових дела су окрутни и хировити; његови ликови су често жртве злонамерних неприродних околности без видљивог разлога или несразмерно кажњени за мање прекршаје против непознатог и несхватљивога природног поретка. Неке од понављајућих тема Итоовог дела укључују љубомору, завист, телесни хорор, наизглед обични ликови који почињу да се понашају ирационално, распад друштва, дубокоморске организме, неизвежност смрти. Све је то приказано кроз реалистичан и једноставан дизајн који наглашава контраст између лепоте и смрти. Догађаји којима се прича су непредвидиви и насилни и произилазе из сасвим обичних ситуација. Ито је такође навео Х. Р. Гигера, Салвадора Далија и њима сличне као инспирацију за свој рад.
Томие је био инспирисан смрћу једног од његових пријатеља из разреда. Ито се осећао чудно што је дечак кога је познавао изненада нестао са света, и стално је очекивао да се дечак поново појави; из овога је произишла идеја о девојци за коју се претпоставља да је умрла, али се онда појавила као да се ништа није догодило. Гјо је био под утицајем његових антиратних осећања, која су се развијала још у детињству због трагичних и застрашујућих ратних прича његових родитеља.

## Манге преведене на српски језик
- Узумаки: Спирала ужаса (Дарквуд, 2013—2014)
- Гјо (Дарквуд, 2021)[б]
- Никад човек (Сталкер, 2022)
- Томие (Дарквуд, 2022)
- Фрагменти страве (Дарквуд, 2022)
- Соићи (Дарквуд, 2023)
- Приче о планинским духовима (Дарквуд, 2024)
- Сензор (Дарквуд, 2024)
- Ремина (Дарквуд, 2024)
- Гранична зона (Дарквуд, 2024)
- Франкенштајн (Дарквуд, 2025)

- Корице српских издања (само први танкобонови)